# Roman Vonášek
Roman Vonášek (ur. 8 lipca 1968 w Strakonicach) – czeski piłkarz występujący na pozycji pomocnika.

## Kariera klubowa
Vonášek jako junior grał w zespołach Sokol Bělčice, TJ Blatná, Spartak Písek, RH České Budějovice oraz RH Cheb. W 1987 roku trafił do RH Nýrsko, a w 1989 roku został graczem Škody Pilzno, grającej w drugiej lidze czechosłowackiej. Spędził tam trzy lata, a w 1992 roku przeszedł do pierwszoligowej Sparty Praga. W 1993 roku wygrał z nią mistrzostwo Czechosłowacji. W tym samym roku wraz ze Spartą rozpoczął starty w lidze czeskiej. W 1994 roku, a także w 1995 roku zdobył z zespołem mistrzostwo Czech, a w 1996 roku Puchar Czech.
W połowie 1996 roku Vonášek przeszedł do belgijskiego pierwszoligowego zespołu Lokeren, którego barwy reprezentował przez siedem lat. Od stycznia 2003 do końca sezonu 2002/2003 przebywał na wypożyczeniu stamtąd do drugoligowego Cercle Brugge. W 2003 roku odszedł do trzecioligowego KV Mechelen, a na początku 2004 roku wrócił do Czech, gdzie w 2005 roku zakończył karierę jako gracz drużyny TJ Klatovy.

## Kariera reprezentacyjna
W reprezentacji Czech Vonášek zadebiutował 23 lutego 1994 roku w wygranym 4:1 towarzyskim meczu z Turcją. W latach 1994–1999 w drużynie narodowej rozegrał łącznie 8 spotkań.